# Sky Open (Nouvelle-Zélande)
 (mai 2025).
Si vous disposez d'ouvrages ou d'articles de référence ou si vous connaissez des sites web de qualité traitant du thème abordé ici, merci de compléter l'article en donnant les références utiles à sa vérifiabilité et en les liant à la section « Notes et références ».
 (septembre 2023).
Le contenu est difficilement compréhensible vu les erreurs de traduction, qui sont peut-être dues à l'utilisation d'un logiciel de traduction automatique.

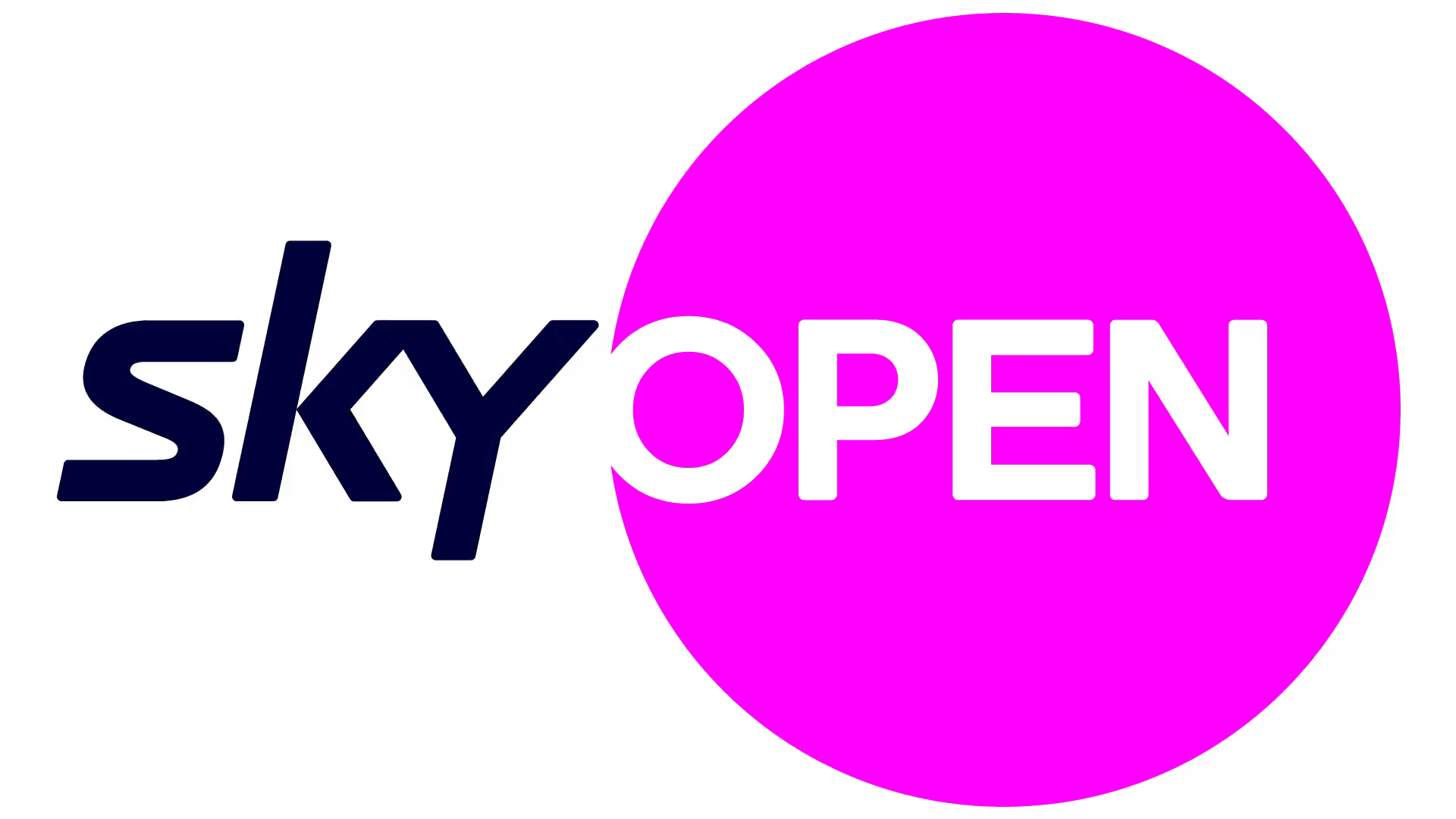
Logo de Sky Open.

Sky Open, anciennement Prime, est le deuxième diffuseur de télévision national free-to-air actuellement disponible en Nouvelle-Zélande. Le diffuseur diffuse un mélange varié de programmation, largement importé d'Australie, du Royaume-Uni et des États-Unis, ainsi que des matchs gratuits rugby union et cricket.

## Programmation

### Sports
Prime a des droits gratuits pour cricket et rugby union, ce qui signifie que le programme de Prime TV comprend une couverture retardée des jeux Super Rugby, All Black et Black Casquettes matchs de cricket. Prime a utilisé pour diffuser un spectacle hebdomadaire d'après-midi du dimanche après-midi intitulé  Ultimate Sport Sunday , qui comprenait les points forts du cricket, rugby union, NRL, Formule 1, WRC Et  Moto GP. Avec Prime maintenant détenue à 100% par Sky Network Television, (titulaire des droits de télévision payante pour les événements ci-dessus), il est bien placé pour continuer à détenir les droits indéfiniment, car Sky est effectivement en train de se vendre. Prime a également obtenu le droit de diffuser le dépistage gratuit de l'Euro 2008. La couverture aérienne gratuite des Jeux olympiques de Londres de 2012 a été vue sur Prime avec Sky étant le nouveau détenteur de droits. Prime est le diffuseur de télévision gratuit du Championnat ANZ et montre des faits saillants hebdomadaires. Prime est le diffuseur de télévision gratuit de la Copa del Rey final en Nouvelle-Zélande depuis 2015.

### NZ On Air financé
| - Back Bancs - Brokenwood (The Brokenwood Mysteries) - The Crowd Goes Wild - Décennies en couleur - Shearing Gang - Cuisine de Sachie - Getaway - New Zealand's Got Talent (déplacé à TVNZ 1 après la première saison) - The Animal Files - Défi universitaire |

#### Foreign

##### Primetime
| - Australian Broadcasting Corporation - ANZAC Girls - FremantleMedia - American Idol (À partir de 2013) - Got Talent (US et AU) - MasterChef (séries multiples) - The IT Crowd (à partir du 27 septembre 2014) - Trollied - Endemol - Deal or No Deal - Lionsgate Television - Patrouille de plage - Boardwalk Empire (re-run après l'exécution sur SoHo) - Bridezillas - True Blood - CBS Television Distribution - 60 minutes (à partir de 2013) - Battre les Geeks - Beauty and the Beast (déplacé vers la chaîne Sci Fi de Sky The Zone) - Bull - CSI: Cyber - Rapprochés - Elementary - Emily Owens (TBA) - MacGyver - Madam Secretary - The Millers (dimanches) - NCIS : Nouvelle-Orléans - Reign : Le Destin d'une reine - Scorpion - Under the Dome (déplacé vers la chaîne Sci Fi de Sky The Zone) - Jane the Virgin (à partir du 24 juillet) | - NBC Universal Television Distribution - Jusqu'à la mort - American Chopper - Dr. 90210 - Downton Abbey - Enlevé - Mayday - Monster Garage - Scrapheap Challenge - Seconds From Disaster ' - The Biggest Loser - True Heroes - Histoires vraies - 20th Century Fox Television - Bones (à partir de 2014) - Famille moderne (à partir de 2014) - Sleepy Hollow - Wayed Pines | - BBC Worldwide - Docteur Who - James May's Man Lab - MythBusters - Nouvelles astuces - Outnumbered - Oz and James's Big Wine Adventure (en) - Témoin silencieux - Silk - The Real Hustle (en) - The White Queen - Top Gear Australia - Ce qui reste (en) - ITV Granada - A Touch of Frost - Airline - À la maison avec les Braithwaites (en) - Blue Murder - Chatsworth (en) - DCI Banks - Holiday Showdown - Ladette à Lady (en) - Lewis - Midsomer Murders - Tu es ce que tu manges (en) |

| - DHX Media - Johnny Test - World of Quest - Kid vs. Kat - CBS Television Distribution - The Doctors (à partir de la saison 2012 - 5 mois après les États-Unis) - The Test (à partir du 10 février 2014) - Hot Bench - Heure de l'énergie (dimanche matin) - Nickelodeon - Avatar: The Last Airbender - Bella et les Bulldogs - Mes parrains sont magiques (déplacé de TV3, TV2 et Quatre) - Henry Danger - Victorious - Sanjay et Craig - Les Pingouins de Madagascar - Shimmer et Shine - Monsters vs. Aliens - Teletoon - Espèces menacées d'extinction | - CBS Television Distribution - Late Show with David Letterman (un jour après les États-Unis) - NBC Universal Television Distribution - The Tonight Show Starring Jimmy Fallon |

### Révoqué
| - BBC Worldwide - EastEnders - Extras - Grownups - Planet Earth - ' Robin des Bois' ' - Sea of Souls - Survivants - The Office - FremantleMedia - Tous les Saints - Mr Bean (re-run) - Temptation - Le projet de loi - Qui veut devenir millionnaire? - Qui veut devenir millionnaire? ROYAUME-UNI - The Block (saison trois seulement, puis déplacé vers TV3) - Stingers - Celebrity MasterChef Australie - Endemol - Journal intime d'une call girl - Lionsgate Television - ' Flight of the Conchords' ' - Deadwood - Most Haunted - Mad Men (a changé pour Sky SoHo en raison de l'augmentation des coûts par rapport à la saison 5) - Weeds (a changé pour Sky SoHo pour la saison finale) | - Disney-ABC International Television (avant l'offre Disney TVNZ) - Dog The Bounty Hunter - Celui qui murmure aux oreilles des chiens - Home Improvement (re-runs) (Actuellement affiché sur Duke) - 'Légende du chercheur' ' - NBC Universal Television Distribution - Las Vegas - Queer Eye (re-runs) - Psych - Stargate Atlantis - The Fresh Prince of Bel-Air (re-runs) - The Huntress - Zodiak Media Group - Êtes-vous plus intelligent qu'un 5e gradateur? - ' Being Human' '(UK) - Ne pas oublier les paroles ' - The Listener | - CBS Television Distribution - Amour, Gloire et Beauté - Boomtown - Crank Yankers - Hidden Palms - The Jeff Probst Show - Judging Amy - Le mot Je - ' Le prix est juste USA' ' - Star Trek: Enterprise - Vegas - Ally McBeal - Les anges de Charlie - À votre santé - Frasier - Happy Days - Heroes de Hogan - Kojak - MacGyver - Melrose Place - Sliders - Star Trek: Deep Space Nine - Star Trek: la prochaine génération - The Cosby Show |

### Programmation de nouvelles passées
Prime utilisé pour diffuser Nine Network les programmes d'actualité du matin en Australie tels que  Aujourd'hui et, jusqu'au 6 février 2007,  National Nine News: Morning Edition lorsque le Nine Network était propriétaire. Pendant la nuit, et lors d'événements internationaux importants tels que les élections présidentielles des États-Unis, Élections présidentielles américaines de 2008, il a relayé le flux international de la chaîne de nouvelles américaine  Fox News.

### Contrats de sortie
- CBS Television Distribution  (exclusive)
- NBC Universal Television Distribution  (non exclusif)
- Lionsgate Television  (première option avec les chaînes Sky et Prime)